# Zutkerque
 Zutkerque (ndl.: Zuidkerke) ist eine französische Gemeinde mit 1795 Einwohnern (Stand 1. Januar 2022) im Département Pas-de-Calais in der Region Hauts-de-France. Sie gehört seit 2017 zum Arrondissement Calais (zuvor Saint-Omer) und zum Kanton Marck.
Ortsteile von Zutkerque sind neben Zutkerque selbst Blanc Pignon, Grasse Payelle, Listergaux und Ostove.
Nachbargemeinden von Zutkerque sind Nortkerque (ndl.: Noordkerke) und Audruicq im Norden, Polincove (ndl.: Pollinkhove) im Osten, Recques-sur-Hem (ndl.: Rekke aan de Hem) im Südosten, Tournehem-sur-la-Hem (ndl.: Doornem) und Zouafques (ndl.: Zwaveke) im Süden, Louches (ndl.: Lotesse) im Südwesten, Nielles-lès-Ardres (ndl.: Niel bij Aarde) im Westen und Ardres (ndl.: Aarde) im Nordwesten.

## Bevölkerungsentwicklung
| Jahr      | 1962 | 1968 | 1975 | 1982 | 1990 | 1999 | 2007 | 2016 |
| Einwohner | 1291 | 1293 | 1308 | 1553 | 1723 | 1711 | 1712 | 1742 |

## Sehenswürdigkeiten

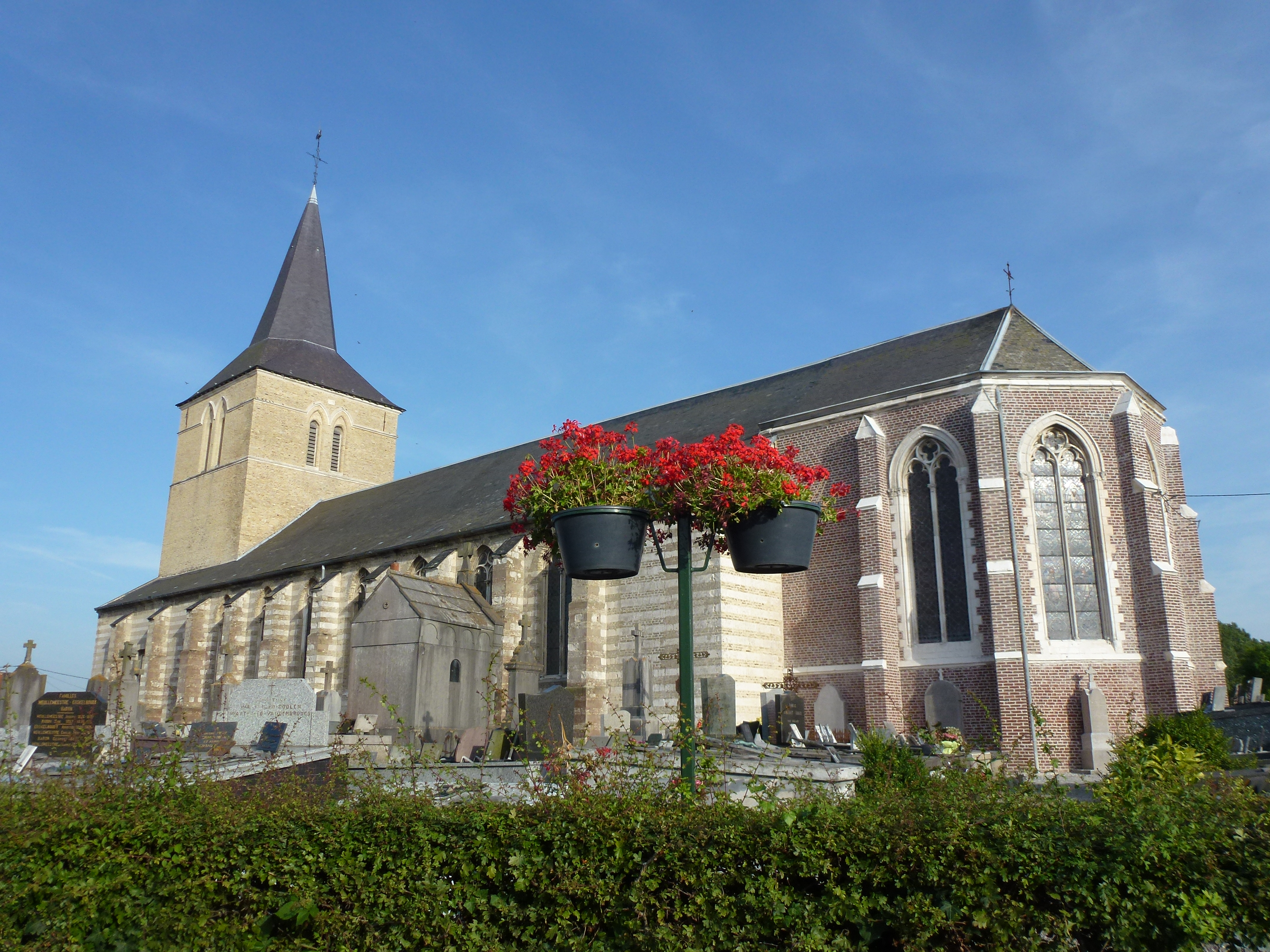
Kirche Saint-Martin

- Kirche Saint-Martin
- Schloss Draëck (1707)